# Fédération des professionnèles

Logo de la FP-CSN

La Fédération des professionnèles (FP) est l'une des huit fédérations de la Confédération des syndicats nationaux (CSN). Elle regroupe des syndicats professionnels de professionnels et de techniciens dans le secteur de la santé et des services sociaux.
Regroupant environ 7 500 membres, la FP-CSN compte l'un des plus larges éventails de professions, regroupant des professionnèles et technicien-nes œuvrant dans des secteurs d'activités tels la santé et les services sociaux, l'éducation, le secteur municipal, les médecines alternatives, le secteur juridique, l'intégration à l'emploi, des organismes communautaires, etc.
Elle concentre ses efforts sur des questions telles l'autonomie professionnelle, l'organisation du travail, l'évaluation, l'éthique, l'épuisement professionnel, la coordination professionnelle, les frontières des tâches, les droits d'auteur, etc.

## Appellation
La Fédération des professionnèles est la nouvelle appellation de la Fédération des professionnelles et professionnels salarié(e)s et des cadres du Québec (FPPSCQ). Ce néologisme inclut les femmes et les hommes. Elle permet d'éviter la répétition à l'oral de deux mots identiques (les professionnels et les professionnelles). Le néologisme ne comporte aucune marque de genre,.

## Historique
Les premiers groupes syndicaux apparaissent chez les cadres canadiens au cours de la Seconde Guerre mondiale. 
Une seconde vague de syndicalisation, soutenue par la CSN, apparaît à la fin des années 1950 et au début des années 1960. En 1964, avec l'aide de la CSN, les syndicats nouvellement fondés arrivent à faire inclure leur droit à la syndicalisation dans le Code du travail du Québec.

### Le défi d'un temps nouveau
Du 30 mai au 2 juin 2006, la FP tient son 36e congrès sous le thème C’est le défi d’un temps nouveau dans la région de l’Outaouais. À l'ouverture, le comité exécutif affirme que les attaques répétées du gouvernement Charest contre les droits sociaux et syndicaux, particulièrement dans la santé et les services sociaux, ont mobilisé toutes les énergies de la fédération au cours des années 2003 à 2006. Invitant les congressistes à relever le défi d’un temps nouveau, l’exécutif ajoute qu’il est plus que jamais impératif de recentrer les enjeux syndicaux, politiques et sociaux afin de redéfinir leurs priorités. Dans ce contexte, ils débattent de sujets tels les partenariats public-privé (PPP), l’organisation du travail, le commerce équitable et la consommation responsable. Un plan de travail 2006-2009 est mis en place afin de voir à la mise en œuvre des propositions adoptées au Congrès et au suivi des sujets tels le vieillissement de la main-d'œuvre, conciliation travail-famille et redynamisation de la vie syndicale, traités au congrès précédent.

## Structure
À la CSN, la FP dispose d'une juridiction exclusive sur les syndicats professionnels de professionnèles et de technicien-nes dans le secteur de la santé et des services sociaux. Le bureau confédéral de la CSN en a décidé ainsi le 30 novembre 2006, décision confirmée lors du 62e congrès de la CSN tenu du 12 au 17 mai 2008 à Québec. 

### Comité exécutif actuel
- Présidence: Danny Roy
- Première vice-présidence: Jessica Goldschleger
- Vice-présidente du secteur universitaire: Catherine Lanaris
- Secrétariat général: Catherine Gauvreau
- Trésorerie: Guy Albert Coulombe